# Babigoszcz (przystanek kolejowy)
Babigoszcz – zlikwidowany przystanek gryfickiej kolei wąskotorowej w Babigoszczu, w województwie zachodniopomorskim, w Polsce. Przystanek został zamknięty w 1977 roku.